# Michail Kuznetsov (kanotist)
Michail Nikolajevitj Kuznetsov (ryska: Михаил Николаевич Кузнецов), född den 14 maj 1985 i Nizjnij Tagil i Sovjetunionen (nu Ryssland), är en rysk kanotist.
Han tog OS-brons i C2 i slalom i samband med de olympiska kanottävlingarna 2008 i Peking.